# Гіті Пасанд Ісфаган (футбольний клуб)
Футбольний клуб Гіті Пасанд Ісфаган або просто Гіті Пасанд Ісфаган (перс. باشگاه فوتبالص نایع گیتی‌پسند) — професіональний іранський футбольний клуб з міста Ісфаган. Зараз команда виступає в Лізі 2. Клуб відомий футзальною командою, команда якої є однією з найсильніших в Азії.

## Історія
«Гіті Пасанд» було створено в 2010 році, в своєму дебютному сезоні клуб вийшов до іранського Другого дивізіону, при цьому команда витрачала значні кошти для придбання гравців з інших чемпіонатів. Через рік клуб знову підвищився в класі, перйшовши до Ліги Азадеган, при цьому за кількістю забитих м'ячів команда посіла друге місце в чемпіонаті. У 2014 році «Гіті Пасанд» провів серйозгу трансферну кампанію, підписавши в тому числі Мохаммеда Салсалі з «Зоб Ахану». Капітан та один з найкращих гравців клубу доклав найбільше зусиль для того, щоб допомогти клубу демонструвати впевнену гру.

## Досягнення
- Ліга 2 (група A)
  -  Срібний призер (1): 2012/13

- Ліга 3 (група B)
  -  Бронзовий призер (1): 2010/11

## Статистика виступів у національних турнірах
| Сезон   | Ліга          | Місце        | Кубок Хазфі       | Примітка   |
| ------- | ------------- | ------------ | ----------------- | ---------- |
| 2010–11 | Ліга 3        | 3-тє/Група B | Не кваліфікувався | Підвищення |
| 2011–12 | Ліга 2        | 8-ме/Група A | Третій раунд      |            |
| 2012–13 | Ліга 2        | 2-ге/Група A | Не кваліфікувався | Підвищення |
| 2013–14 | Ліга Азадеган | 5-те/Група A | Четвертий раунд   |            |
| 2014–15 | Ліга Азадеган | 7-ме/Група A | Третій раунд      |            |

## Відомі гравці
- Омід Аболхассані